# Bonaventura
Thánh Bônavêntura (/ˈbɒnəvɛntʃər, ˌbɒnəˈvɛn-/, BON-ə-ven-chər, -⁠VEN-; tiếng Ý: Bonaventura [ˌbɔnavenˈtuːra]; 1221 - 15 tháng 7 năm 1274), tên khai sinh: Gioan di Fidanza, là một nhà thần học kinh viện thời Trung cổ dòng Phanxicô và triết học người Ý. Ngoài việc là Tổng bộ trưởng thứ bảy của Dòng Anh Em Hèn Mọn, ông cũng là Giám mục Hồng y của Albano. Ông được Giáo hoàng Sixtus IV phong thánh vào ngày 14 tháng 4 năm 1482 và được Giáo hoàng Sixtus V tuyên bố là Tiến sĩ Hội Thánh vào năm 1588. Ông được gọi là "Tiến sĩ Seraphic" (tiếng Latinh: Doctor Seraphicus). Nhiều tác phẩm thời Trung cổ được cho là của ông hiện được thu thập dưới tên Pseudo-Bonaventure.

## Tiểu sử
Ông sinh ra tại Bagnoregio ở Umbria, không xa Viterbo, sau đó là một phần của các nước Giáo hoàng. Hầu như không có gì được biết về thời thơ ấu của ông, ngoại trừ tên của cha mẹ ông, Giovanni di Fidanza và Maria di Ritella.
Ông gia nhập Dòng Phanxicô năm 1243 và học tại Đại học Paris, có thể dưới thời Alexander of Hales, và chắc chắn dưới sự kế thừa của Alexanders, John of Rochelle. Năm 1253, ông giữ vị trí đại diện dòng Phanxicô tại Paris. Một cuộc tranh cãi giữa các bí mật và các khất sĩ đã trì hoãn sự tiếp nhận của ông với tư cách là Master cho đến năm 1257, nơi bằng cấp của ông được Tôma Aquina chấp nhận. Ba năm trước sự nổi tiếng của ông đã mang lại cho ông vị trí của giảng viên trên The Four Book of Sentences -một đặt của thần học được Peter Lombard viết trong thế kỷ 12 và trong năm 1255 ông nhận được bằng thạc sĩ, tương đương với tiến sĩ thời trung cổ.
Sau khi bảo vệ thành công để mình chống lại tấn công của các đảng chống khất sĩ, ông được bầu làm Tổng Phục vụ của Dòng Phanxicô. Vào ngày 24 tháng 11 năm 1265, ông được chọn cho chức Tổng Giám mục York; tuy nhiên, ông không bao giờ được thánh hiến và từ chức vào tháng 10 năm 1266.
Trong nhiệm kỳ của mình, Tổng hội Narbonne, được tổ chức vào năm 1260, đã ban hành một nghị định cấm xuất bản bất kỳ tác phẩm nào ngoài trật tự mà không có sự cho phép của cấp trên. Sự cấm đoán này đã khiến các nhà văn hiện đại vượt qua sự phán xét nghiêm khắc đối với cấp trên của Roger Bacon vì ghen tị với khả năng của Bacon. Tuy nhiên, lệnh cấm áp dụng với Bacon là một lệnh chung, mở rộng ra toàn bộ giáo sĩ trong dòng này. Việc ban hành nó không nhằm chống lại bản thân ông, mà là chống lại Gerard của Borgo San Donnino. Gerard đã xuất bản vào năm 1254 mà không được phép một tác phẩm dị giáo, Introductorius in Evangelium æternum (An Introduction to the Eternal Gospel). Do đó, Phần nghị định chung của Narbonne đã ban hành nghị định nói trên, giống hệt với "constitutio gravis in contrarium" mà Bacon đã kể tới. Lệnh cấm nói trên đã bị hủy bỏ trong sự ủng hộ bất ngờ của Rogers vào năm 1266.